# Blaberus colosseus
Blaberus colosseus es una especie de insecto blatodeo de la familia Blaberidae. Es una de las mayores cucarachas de la actualidad, alcanzando una longitud de 8 cm en la madurez, medidos desde el frente de su cabeza al extremo de sus alas, en reposo. 